# MV Britannic
«Британник» (англ. «Britannic») — британский трансатлантический лайнер, теплоход, принадлежавший британской компании White Star Line. Один из последних лайнеров компании. В истории компании Уайт Стар Лайн был третьим судном, носившим это имя. Первый был построен в 1874 году и разобран на металл в 1903 году, второй, заложенный как «Гигантик», был построен в 1915 году, мобилизован в качестве госпитального судна, но подорвался на мине в 1916 году и затонул.

## История создания

### Выход на новый уровень
Казалось, что Уайт Стар Лайн никогда не оправится после трагической гибели «Титаника» в 1912 году. Всего четыре года спустя, третье судно класса Олимпик — «Британник» затонуло в Средиземноморье во время Первой мировой войны. Сама война означала тягостные моменты для Уайт Стар Лайн. Но в 1927 году компания ввела в состав флота новое судно, если не считать немецкие военные репарации. Этим судном был «Лаурентик» (II), так началась модернизация Уайт Стар Лайн. У «Лаурентика» была корма новой округлой формы, такая же вскоре будет и на «королевах» Кунард Лайн и других известных судах. Однако, судно было своего рода возвратом к высоким трубам и прямому форштевню. Чтобы получить репутацию современной компании, Уайт Стар Лайн должна была сделать ещё один шаг далеко от традиционного судостроения.

### Изначальные планы
Когда Кунард Лайн и Компани Женераль Трансатлантик (или просто Френч Лайн) начали строить свои лайнеры «Куин Мэри» и «Нормандию», Уайт Стар Лайн также хотела составить им конкуренцию. Было задумано построить судно длиной в 286 метров, и способное развить достаточную скорость, чтобы составить конкуренцию двум новым судам. Судно должно было быть названным «Океаник» в честь первого парохода Уайт Стар Лайн. Но началась Великая Депрессия и Уайт Стар Лайн, пришлось отменить строительство их нового судна. Кунард Лайн остановили всю работу над их судном. Только Франция сумела продолжить работу.

### Поздние планы
Так как строительство «Океаника» уже началось в 1928 году, на верфи было много неиспользованой стали, и вместо того, чтобы выбросить её, Уайт Стар Лайн решила использовать её в другом судне, подобном «Океанику». Так же, как и «Куин Мэри» с «Нормандией», «Океаник» должен был иметь три приземистых трубы. Новое и меньшее судно имело только две, но в остальном было копией оригинала. Имя судна, которое перенесло бы Уайт Стар Лайн в современный мир судостроения, было «Британник».

### Спуск на воду
6 августа 1929 года, «Британник» был спущен на воду. Мир заинтересовался новой идеей Уайт Стар Лайн о внешнем оформлении проекта. Интересной особенностью был то, что передняя труба судна — не кормовая — была муляжом. Этот муляж не использовался для вентиляции как обычные фальшивые трубы, там разместилась радиорубка и курительная для техников. В июне следующего года судно было восторженно встречено, когда на борт пускали туристов. Было очевидно, что новый стиль 'Арт Деко' повлиял на судно. Много лёгкой древесины и других новинок искусства было использовано во внутренней отделке. Этот образец установил французский лайнер «Иль де Франс» с 1927 года. Первое плавание «Британника» началось в Ливерпуле 28 июня 1930 года, и продолжилось до Белфаста и Глазго, перед достижением Нью-Йорка. Пассажиры могли путешествовать в трёх классах: первом, туристическом и третьем.
«Британник» был не только внешне новинкой. Двигатели судна имели полностью новую природу. Он был первым британским моторным судном, и его два дизельных двигателя — развивающих мощность в 13 000 л. с. каждый — потребляли половину топлива нужного обычному паровому судну. Это сделало «Британник» интересной с точки зрения судостроителей, когда последние решили в будущем ставить дизеля на корабли вместо обычных паровых двигателей. Но должно было пройти некоторое время, прежде чем дизеля будут управлять рынком. «Куин Элизабет 2», 1969 года постройки, заменили паровые турбины на дизельные двигатели в 1987 году! Эффективность дизельных двигателей «Британника» могла легко быть доказана, показав радиаторы в машинном отделении, используемые для нагревания холодных помещений.

## Великая Депрессия, Вторая мировая война

### Слияние Уайт Стар Лайн и Кунард Лайн
В 1934 году Уайт Стар Лайн и Кунард Лайн несли серьёзные убытки от Великой Депрессии, поэтому два прежних конкурента должны были слиться в мае того же года. Британское Правительство предложило вариант спасения обеих компаний: слияние в одну. За это Правительство пообещало дать ссуду на завершение строительства «Куин Мэри». Таким образом, «королева» частично стала собственностью Уайт Стар Лайн. Можно только предположить, что приподнятый белый бак судна был идеей Уайт Стар Лайн, так как на судах Кунард Лайн никогда не строили приподнятый белый бак, который был в какой-то мере «визитной карточкой» Уайт Стар Лайн. Этот поднятый бак также был и на «Британнике».
Когда слияние компаний было завершено, оба пароходства оставались со своей собственной внешностью. Прежние суда Уайт Стар Лайн продолжали ходить в их старой ливрее, с жёлтыми трубами с чёрной верхушкой и жёлтой полоской по всей длине корпуса. Первые годы новой компании стали бедственными для старого флота Уайт Стар Лайн. Судно за судном отправляли на слом, даже великолепный «Олимпик» был списан не дожив до тридцати лет. К 1936 году единственные суда, которые когда-то принадлежали Уайт Стар Лайн, были «Британник» и его брат «Джорджик», который был построен на два года позже. Эти два судна были единственными, на которые новая компания Кунард-Уайт Стар Лайн тратила любые деньги.

### Вторая мировая война
В период второй мировой войны «Куин Мэри» и её новая сестра «Куин Элизабет» были мобилизованы как транспортные суда для транспортировки солдат. «Британник» был призван перед началом войны, 29 августа. Сначала было решено, что он сможет перевозить до 3000 солдат, но позже это число было увеличено до 5000. «Британник» вскоре прошёл свои первые военные обязанности, когда он перевозил солдат между Клайдом и Бомбей. К 1943 году он был нанят нести войска между Америкой и Алжиром в так называемой ‘Операции, "Хаски"’. Когда война закончилась в 1945 году, «Британник» перевёз в общей сложности 180 000 военнослужащих и прошёл 376 000 миль.

## Послевоенная карьера
«Британник» был возвращён Кунард-Уайт Стар Лайн в марте 1947 года. Судно было преобразовано назад в пассажирский лайнер в Ливерпуле, и когда он вновь вошёл в состав флота в 1948 году, судну увеличили тоннаж до 27 650 тонн из-за усовершенствований, которые были сделаны. Одной из новинок было то, что прогулочная палуба стала остекленной. Далее, чтобы увеличить прибыль своим хозяевам, «Британник» стал совершать круизы из Нью-Йорка в Карибское море зимой.
В мае 1950 года, часть Кунард Лайн в компании стала настолько доминировать, что поглотила остававшуюся часть Уайт Стар Лайн, и после этого Кунард Лайн осталась в бизнесе, а Уайт Стар Лайн исчезла навсегда. Но назло этому, «Британник» и «Джорджик» продолжали ходить в ливрее Уайт Стар Лайн до конца карьеры.
В том же году, в июне, «Британник» столкнулся с лайнером компании Юнайтед Стейтс Лайн — «Пионирс Лэнд» в канале Амброуз, Нью-Йорк. После полного осмотра, «Британник» был объявлен пригодным для мореходства и продолжил свой рейс. Даже притом, что судно было крепкое, «Британник» пострадал из-за постоянно уменьшающегося числа пассажиров на Североатлантическом пути. Чтобы «продержаться на плаву», каждую зиму он выполнял круизы к умеренным областям. Все больше людей, казалось, наслаждалось этим новым способом провести время.

## Конец
Уайт Стар Лайн окончательно стала историей 11 ноября 1960 года, когда «Британник» отправился в свой последний рейс из Ливерпуля в Нью-Йорк. Прошлый год состоял из бесконечных проблем с двигателями, и это было, конечно, одной из причин снятия судна с линии. Младший брат «Британника» «Джорджик» был продан на слом уже в 1956 году. Возможно, он прожил бы дольше, если бы не серьёзные повреждения, которые он получил в течение войны. 2 декабря, «Британник» вернулся в Ливерпуль, и два дня спустя он был продан British Iron and Steel Co. «Британник» был порезан на металл в 1961 году.